# Аветисян, Гурген Арташесович
Гурген Арташесович Аветисян (арм. Գուրգեն Ավետիսյան; апрель 1905, Гюмри, Армения — 1985) — советский учёный в области пчеловодства.
Доктор биологических наук, профессор, в 1956—1984 годах заведующий кафедрой пчеловодства МСХА им. К. А. Тимирязева.

## Биография
Родился в г. Александрополе (ныне Гюмри). Окончил Тифлисский политехнический институт (1927) по агрономической специальности, также до 1929 года учился на зооинженерном факультете МСХА, зоотехник.
В 1931—1935 гг. работал в пчелогенетической лаборатории Всесоюзного института животноводства под руководством известного генетика профессора А. С. Серебровского, ученик последнего.
Участник Великой Отечественной войны, майор. В армии вступил в партию. Работал в МГУ, где в 1947?8 г. защитил докторскую диссертацию.
В послевоенное время главред журнала «Пчеловодство» и заместитель директора по научной работе Научно-исследовательского института пчеловодства.
Принимал участие в работе Всероссийского общества охраны природы, его центрального совета, а также в работе секции пчеловодства ВАСХНИЛ, в работе Национального Комитета по пчеловодству СССР. Почётный член Апимондии, являлся членом её президиума и её ведущим лектором-консультантом.
Заведовал кафедрой пчеловодства МСХА (1956—1984). Подготовил более 40 кандидатов и докторов наук.
Среди его учеников — Ю. А. Черевко и А. С. Кочетов.
Исследователь карпатских пчёл.
Журнал «Science» писал о нём: «Во всей пчеловодческой науке мира тяжело назвать другого ученого, который бы подготовил такое число ученых и отраслевых специалистов с высшим образованием. Такой объем разнообразных работ мог выполнить только выдающийся знаток природы, который досконально владеет методологией биологических наук и имеет огромную эрудицию».
Награждён орденом «Знак Почета» и медалью «За трудовую доблесть».
Увековечен на памятнике пчеле, установленном в 2006 году в с. Вучково Межгорского района Закарпатской области Украины.
Его учениками Ю. А. и Л. Д. Черевко и А. С. Кочетовым к 100-летию со дня его рождения был выпущен учебник «Пчеловодство» для вузов и для профессионального образования.
Автор более 200 работ, в том числе учебников «Пчеловодство» (1965 г., переведен на английский и румынский языки), «Разведение и содержание пчел» (1971 г.).
- Аветисян Г. А. Пчеловодство. — М.: Колос. 1982. — 295 с.
- Аветисян Г. А. Разведение и содержание пчел. — 2-е изд., перераб. и доп. — М.: Колос, 1983. — 271 с.